# François Trinh-Duc
François Trinh-Duc  (Montpellier, 11 de noviembre de 1986) es un exjugador francés de rugby que se desempeñaba como apertura y jugaba en el Union Bordeaux Bègles del Top 14. Fue internacional con Les Bleus de 2008 a 2018.

## Biografía
Tiene ascendencia vietnamita ya que su abuelo paterno emigró a Francia después de la guerra de Indochina y se estableció en Agen en 1950.[cita requerida] Empezó a jugar a rugby a la temprana edad de 4 años en la escuela de rugby de Pic-Saint-Loup, allí coincidió con su futuro compañero en Montpellier Fulgence Ouedraogo, estos dos junto con Louis Picamoles y Julien Tomas forman el cuarteto de canteranos que han llevado el éxito a Montpellier.

## Carrera
Debutó con Montpellier en el Top 14 el 21 de mayo de 2005 contra Biarritz Olympique.
En 2010 fue galardonado con el Oscar du Midi olympique premio que acredita como el mejor jugador de rugby de la temporada.
En 2011 Trinh-Duc colabora para que Montpellier llegue a la final del top 14 que terminaría perdiendo por 15-10 ante Stade Toulousain realizando un sobresaliente final de liga.

### RC Toulon
En verano de 2016 se deja su club para incorporarse al poderoso RC Toulon con el cual ese mismo año sería subcampeón de la Copa de Campeones.

### Racing 92
Después de 3 temporadas en el RC Toulon, anunció su partida para Racing 92: firmó un contrato de dos años.

## Selección nacional
Marc Lièvremont lo convocó a Les Bleus para disputar el Torneo de las Seis Naciones 2008 y debutó contra el XV del Cardo. Dos años después contribuyó a que Francia se llevase el torneo y el Grand Slam, ganando en el último partido a la Rosa por 12-10 en el Estadio de Francia.
Con la llegada del entrenador Philippe Saint-André, Trinh-Duc jugó hasta el Torneo de las Seis Naciones 2013 y perdió su puesto con Frédéric Michalak: regresó para jugar solo dos partidos, en los siguientes dos años.
Bajo la dirección de Guy Novès, fue seleccionado para el Torneo de las Seis Naciones 2016 y volvió a ser regular. Sin embargo, los malos resultados del Gitano hicieron que sea despedido y con la llegada de Jacques Brunel; Trinh-Duc volvió a quedar relegado.
Su última participación fue el Torneo de las Seis Naciones 2018. En total lleva 66 partidos jugados y 93 puntos marcados.

### Participaciones en Copas del Mundo
Lièvremont lo convocó para participar de Nueva Zelanda 2011 donde fue suplente de Morgan Parra, en la final pateó un penal a 54 metros del in–goal que falló y el que hubiera puesto a Les Bleus adelante del marcador. Francia fue subcampeona del mundo al perder la final en un ajustado 8–7 ante los All Blacks.
| Mundial                       | Sede          | Resultado  | PJ | Tries |
| ----------------------------- | ------------- | ---------- | -- | ----- |
| Copa Mundial de Rugby de 2011 | Nueva Zelanda | Subcampeón | 6  | 2     |

## Palmarés
- Campeón del Torneo de las Seis Naciones de 2010.
- Campeón de la Copa Desafío Europeo de 2015–16.